# Oxytropis microsphaera
Oxytropis microsphaera är en ärtväxtart som beskrevs av Aleksandr Andrejevitj Bunge. Oxytropis microsphaera ingår i släktet klovedlar, och familjen ärtväxter. Inga underarter finns listade i Catalogue of Life.